# 3. izvanredna opća skupština Biskupske sinode
Treća izvanredna opća skupština Biskupske sinode održana je od 5. listopada do 19. listopada 2014. godine. Tema sinode bila je: Pastoralni izazovi o obitelji u kontekstu evangelizacije.
U radu sinode biskupa sudjelovala su 253 sinodalna oca.
Sinoda je bila priprema za veću sinodu s istom temom u listopadu 2015. godine.

### Mrežna mjesta
- Što je sinoda. KTA BK BiH. Pristupljeno 6. travnja 2025.